# Piazza Cesare Battisti (Trento)
Piazza Cesare Battisti è una piazza di Trento situata nel centro storico della città.
La piazza, delimitata da via San Pietro, via Diaz e via Manci, ha una forma rettangolare ed è circondata da edifici in stile razionalista.

## Storia
La piazza inizialmente fu definita piazza Littorio e dopo il secondo conflitto mondiale cambiò nome in piazza Italia, questo nome rimase fino agli anni sessanta quando si decise di intitolarla a Cesare Battisti.
Fu realizzata nel 1926 con lo sventramento del quartiere popolare del Sas, sostituendo, o meglio, demolendo così buona parte degli edifici e botteghe artigianali che componevano il tessuto urbano di quella zona della città.
Durante i lavori di restauro del Teatro Sociale sono emersi i resti archeologici della Tridentum. Oggi l'area di epoca romana è visitabile presso lo Spazio Archeologico Sotterraneo del Sas.

## Eventi
Durante il periodo estivo ospita gli eventi del Teatro Sociale, che rivolge il proprio palco all'esterno.

## Galleria d'immagini

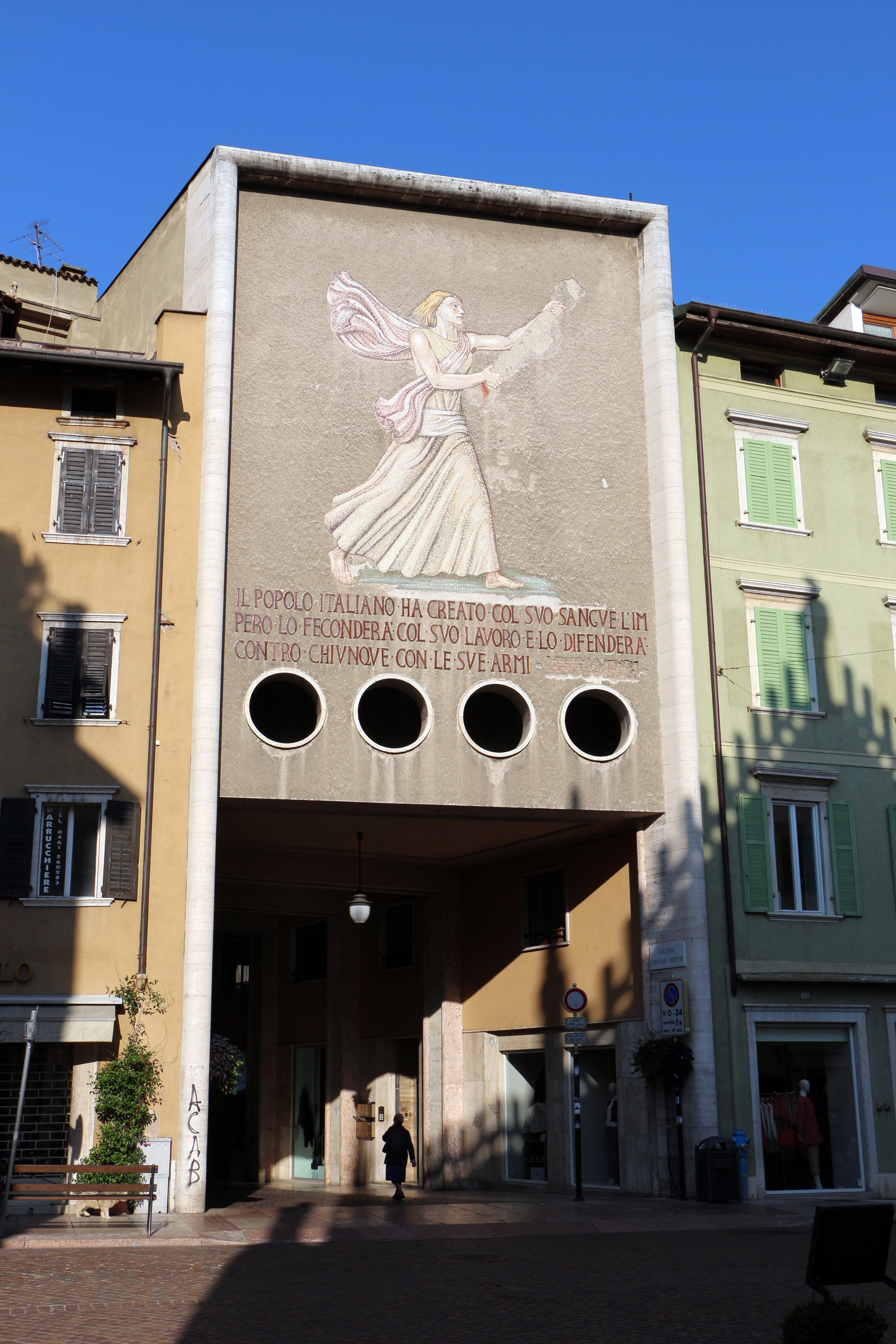
Passaggio Legionari Trentini che permette di accedere alla piazza da via San Pietro
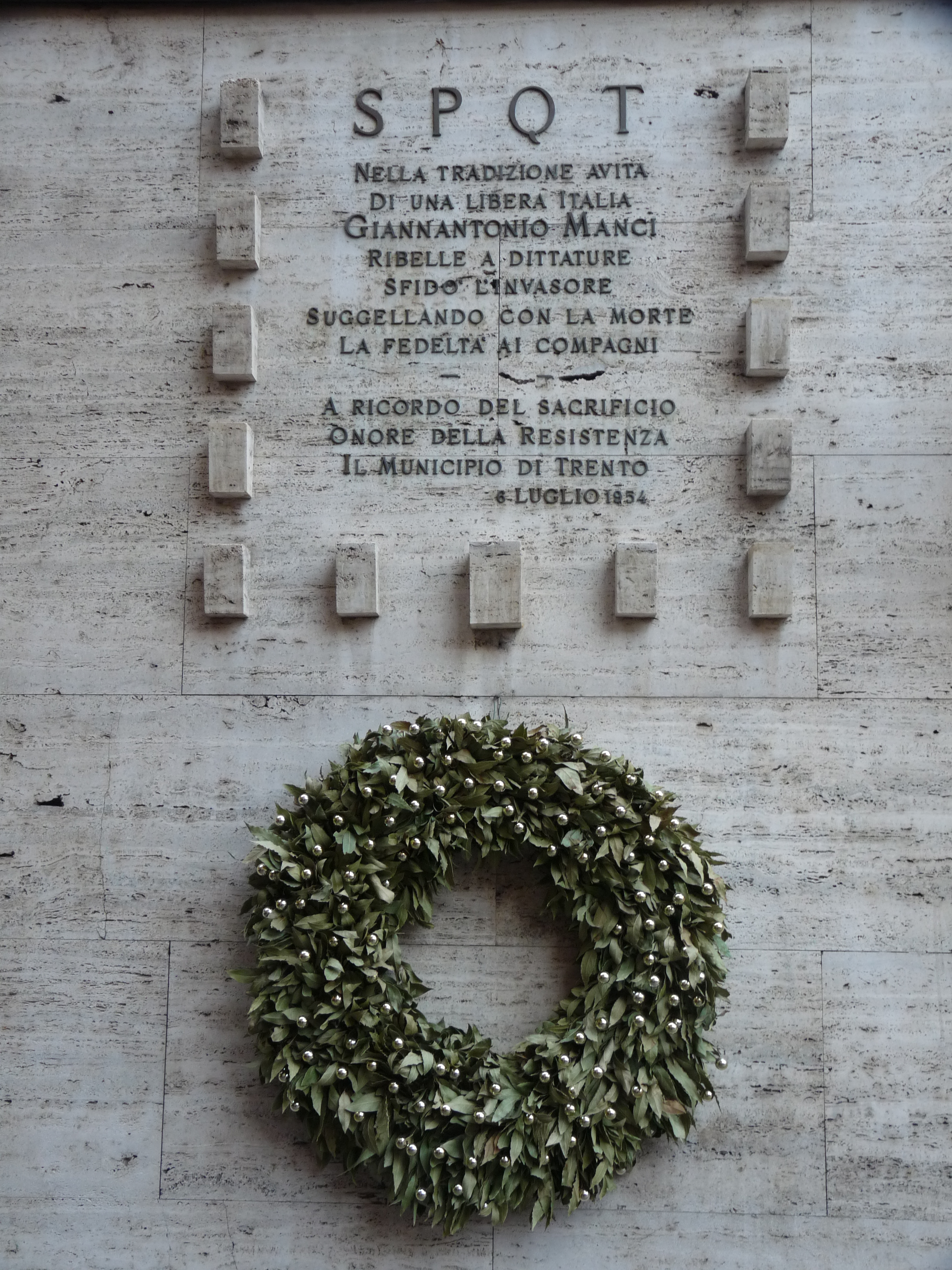
Lapide commemorativa di Giannantonio Manci
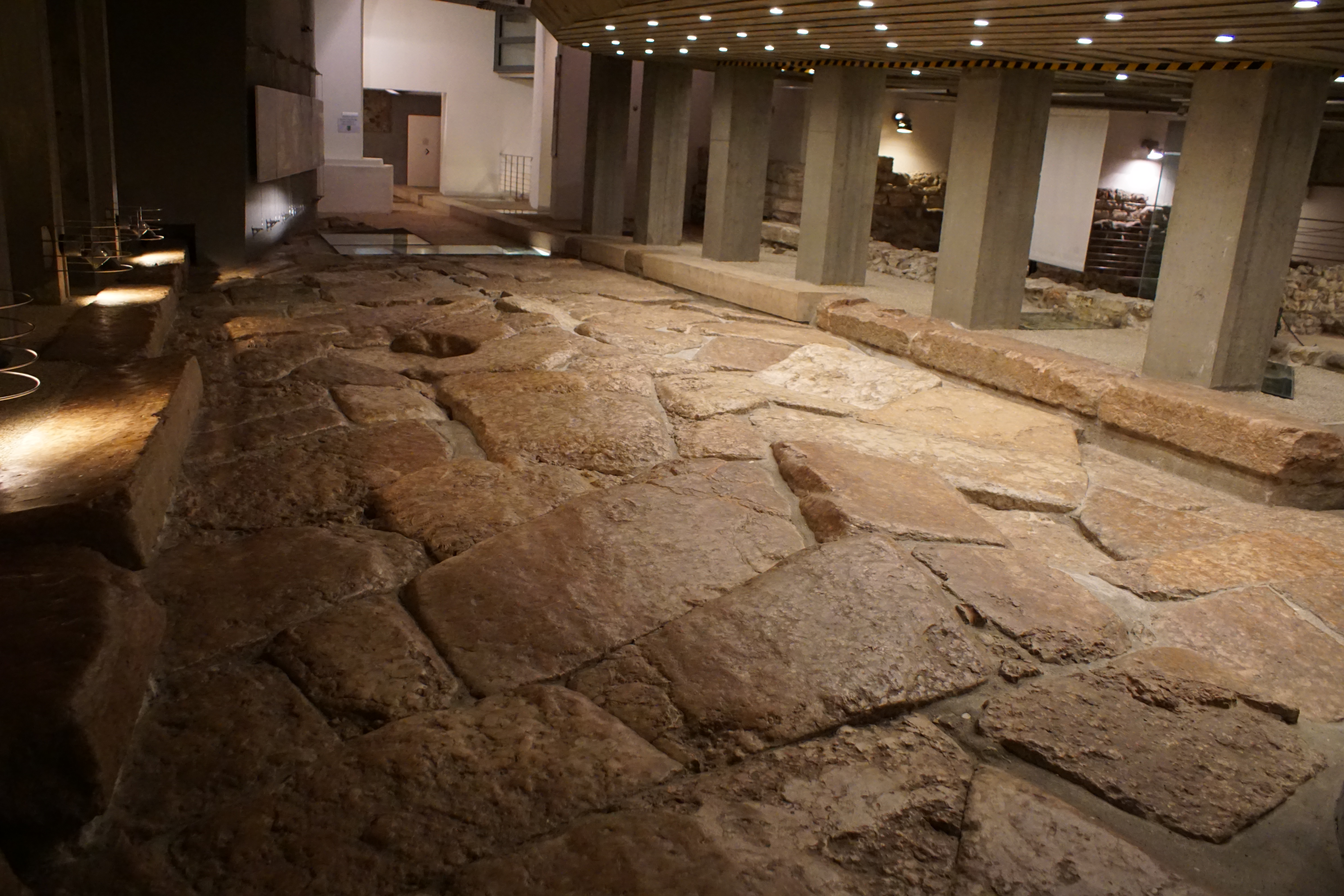
Strada romana presso l'area archeologica sottostante la piazza